# Alghero (vino)
L'Alghero è un vino DOC che prende il nome dalla città sarda nella cui zona è prodotto. 

## Zona di produzione
La zona di produzione comprende i comuni di Alghero, Ittiri, Olmedo, Ossi, Tissi, Uri, Usini e parte di quello di Sassari.

## Tipologie
- bianco, bianco frizzante, bianco spumante
- Chardonnay, Chardonnay spumante
- passito
- Sauvignon
- Torbato, Torbato spumante
- Vermentino frizzante

- rosato, rosato frizzante

- Cabernet
- Cagnulari
- liquoroso
- rosso, rosso spumante, novello
- Sangiovese